# Tracce di te
Tracce di te è un brano musicale scritto ed interpretato da Francesco Renga, presentato al Festival di Sanremo 2002, al quale il cantante partecipò per la prima volta nella categoria "Campioni" e si classificò 8º.
Il brano ottiene una ottava posizione al Festival, quell'anno vinto dai Matia Bazar con Messaggio d'amore, ma le vendite del disco singolo, nonché dell'album Tracce, in cui il brano è contenuto, vanno decisamente bene, consacrando definitivamente la carriera dell'ex cantante dei Timoria.
Tracce di te arriva alla diciassettesima posizione dei singoli più venduti in Italia nella settimana del 28 marzo 2002.
Renga ha dichiarato che il brano è dedicato alla defunta madre ed è un tentativo di esorcizzare il dolore della morte, pur con la paura di perdere il ricordo della persona amata (Qui non c'è mai nessuno che mi parli di te).

## Tracce
1. Tracce di te
2. Tracce di te (strumentale)

## Classifiche
| Classifica (2002) | Posizione massima |
| ----------------- | ----------------- |
| Italia            | 17                |